# Gustave Dryepondt
Gustave Adolphe Marie Dryepondt (Brugge, 3 februari 1866 - Brussel, 3 januari 1932) was een Belgisch geneesheer, gespecialiseerd in tropische geneeskunde.

## Biografie
Gustave Dryepondt werd geboren in de apotheek van zijn vader Gustave Louis François Dryepondt in de Wollestraat te Brugge. Zijn moeder was Léocadie Emilie Emerence Marie Bergeron. Hij studeerde geneeskunde aan de Université libre de Bruxelles en werd legerarts. 
Op 3 oktober 1890 vertrok hij vanuit Vlissingen naar de Onafhankelijke Congostaat, als lid van de expeditie van Willem (Guillaume) Van Kerckhoven. Hij maakte slechts gedurende enkele maanden deel uit van de expeditie en keerde terug naar Leopoldstad, waar hij een geneeskundige dienst oprichtte ten behoeve van de zieke Europeanen uit de streek.
In 1893 keerde hij een eerste keer terug naar België. Hij werd lid van het Institut colonial international en andere organisaties en legde zich toe op de tropische geneeskunde.
In 1902 keerde hij terug naar Congo als directeur van een privébedrijf dat er een groot gebied exploiteerde. Hij vestigde zich definitief in België in 1910 waar hij actief bleef op het vlak van geneeskunde en als beheerder van koloniale bedrijven. 
Hij overleed onverwacht te Brussel. Hij was toen weduwnaar van Rosa Senault. Hij werd op 6 januari 1932 bijgezet in de familiekelder van de begraafplaats van Elsene

## Sport
Dryepondt was lid van de Royal Sport Nautique de Bruges. Hij behaalde in 1886 meerdere prijzen in het team Vooruit met Edouard Vandamme en Jules en Emile Van Mullem.

## Eretekens
In 1926 werd hij benoemd tot Ridder in de Leopoldsorde en Officier in de Kroonorde.

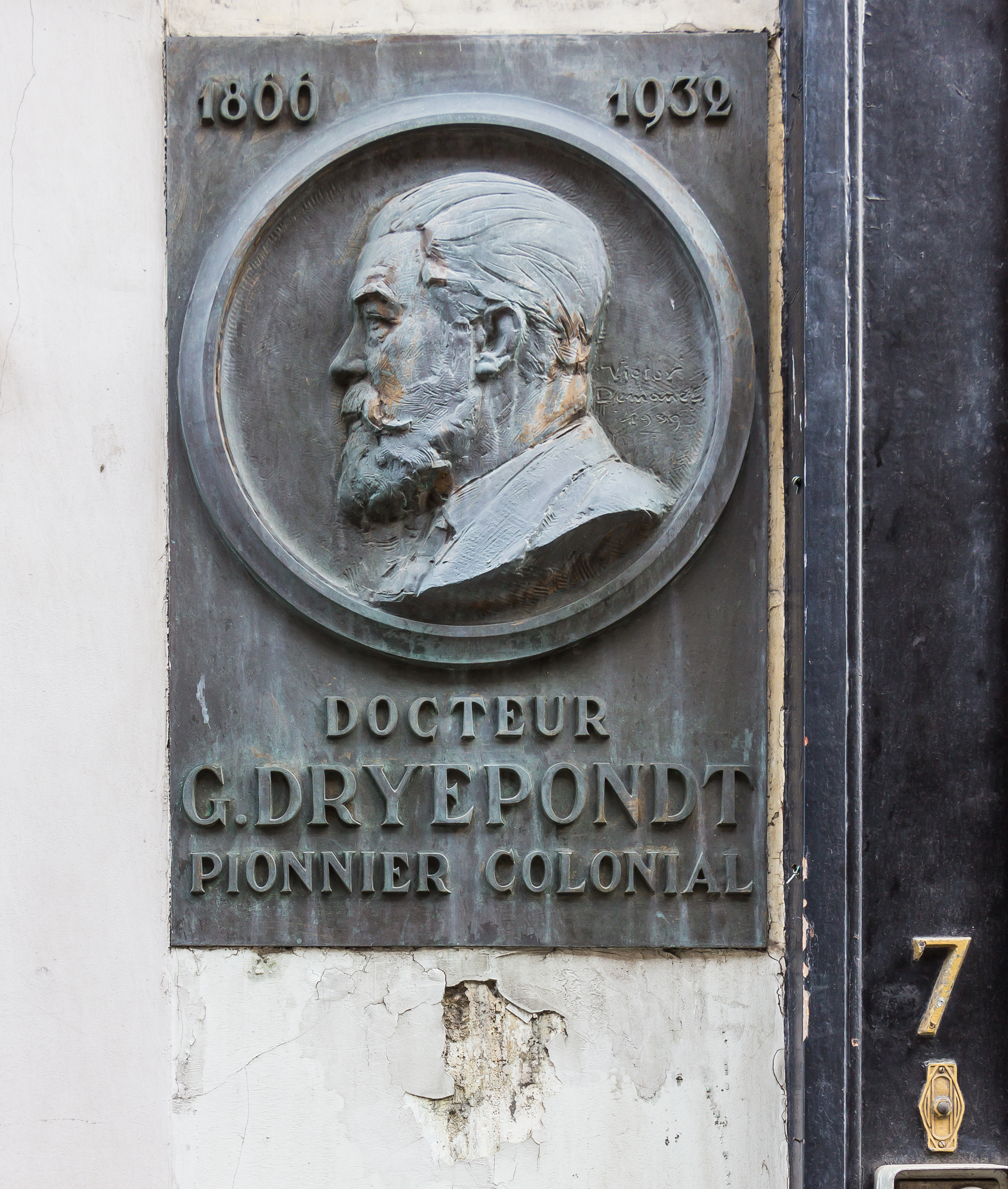
Gedenkplaat voor Gustave Dryepondt aan zijn geboortehuis, Wollestraat 7, Brugge

## Gedenkplaat en medaille
Op 15 oktober 1939 werd aan het geboortehuis van Gustave Dryepondt een gedenkplaat onthuld, een werk van Victor Demanet. Er bestaat ook een medaille gegraveerd door Arsène Matton

## Straatnaam
Te Etterbeek kreeg een verbindingsstraat tussen de Kazernenlaan en de Eikenbergstraat in 1937 de naam Dokter Dryepondtstraat.

## Publicaties
- Guide pratique hygiénique et médical du voyageur au Congo (1895)
- Manuel du voyageur et du résident au Congo. Vol. 1 (herdruk 1900)
- Manuel du voyageur et du résident au Congo. Vol. 2: Hygiène, médecine et chirurgie au Congo (1895)
- Hygiène, médecine et chirurgie au Congo: leçons données à l'Ecole coloniale de la Société [d'études coloniales, Bruxelles] par le Dr. Dryepondt (1895)
- La maladie du sommeil. Ce qu'il faut faire pour éviter l'infection. Avec une description de la Glossina palpalis et des illustrations montrant cet insecte et d'autres mouches mordantes à l'usage des voyageurs et résidents en Afrique équatoriale / trad. par G. Dryepondt (1910)
- L'Amélioration et le développement des cultures vivrières et industrielles, ainsi que l'élevage du gros et du petit bétail au Congo (met E. de Wildeman) (1911)